# Arboretum du Mas Roussillon
El Arboreto de Mas Roussillon (en francés: Arboretum du Mas Roussillon; en catalán: Arborètum de Mas Rosselló), es un arboreto de 10 hectáreas de extensión, que se encuentra en las afueras de Canet-en-Roussillon, departamento de Pyrénées-Orientales, Francia.
Está administrado por el «CCEAME - Centre Catalan d'Etudes pour l'Agronomie Méditerranéenne et l'Environnement» y está abierto al público en general previa cita. 

## Historia
El arboreto fue establecido en 2008 y está administrado por el «CCEAME - Centre Catalan d'Etudes pour l'Agronomie Méditerranéenne et l'Environnement»

## Colecciones
Ofrece al público el descubrimiento de una colección de plantas en representación de los cinco continentes. 
El arboreto situado en la parte superior de la zona incluye más de 250 especies de árboles y arbustos de los cuales 120 se plantaron en 2009. 
- Huertos, instalados en una tierra rica y profunda del « Salanque » ("Saladar"), albergan cultivos de albaricoque, melocotón, cereza y una colección de más de 50 variedades de higueras. Esta colección está orientada a un papel de conservación de variedades de frutales antiguas de la herencia.
- Bambusería, que se ubica alrededor de los huertos
- Árboles de nuez de pacana, y árboles de alcanfor con más de 30 años.
- "Bassin bio aquatique" estanque con una colección de plantas acuáticas
- Jardin xérophyte, con una colección de un centenar de cactus y plantas de los desiertos. Algunas de ellas son únicas en colección.

## Algunas de las plantas notables
- Colección de quince Eucaliptos, incluyendo uno cerca de Mas, que tiene alrededor de 140 años. Este es uno de los mejores ejemplares de Eucalyptus camaldulensis de Languedoc-Rosellón.
- La colección de olivos incluye más de veinte variedades diferentes, algunos cultivares de la zona.
- Cupressus cashmeriana, emparentado con el ciprés de Provenza, tiene un espléndido follaje azul y muy llorón, es oriundo de Cachemira.
- Wollemia nobilis consideradas las plantas más antiguas y más raras vivas del reino vegetal con una historia de la planta que se remonta a la era de los dinosaurios. Este es uno de los mayores descubrimientos botánicos del siglo XX.
- Metasequoia glyptostroboides, descubierto como especie en 1943. Es la única especie viva del género Metasequoia que se originaron en el Plioceno y como tal se considera una forma pancrónica (fósiles vivientes). Especie en Peligro de extinción.
- Larix decidua (Mélèze), conífera alpina emblemática que tiene la particularidad de perder sus hojas en el invierno para soportar mejor el peso de la nieve.
- Taxodium distichum o ‘Ciprés calvo’, que vivió en Europa hasta hace unos 8 millones de años, ahora se encuentra de modo natural sólo en América del Norte.
- Pinus coulteri denominado popularmente como "árbol fabricante de viudas". Este es el tipo de pino que tiene el cono más pesado (2 kilos) y 30 a 40 cm de altura, la caída de la piña, hace que sea peligroso, lo que le otorgó su nombre popular.
- Davidia involucrata, también se llama "árbol de las palomas", debido a sus grandes brácteas blancas colgando como pañuelos en todas las ramas.
- Colección de una treintena de robles diferentes, adaptados al clima mediterráneo.
- Colección de cepas de viña con más de 40 variedades de vides tradicionalmente cultivadas en que 23 están cultivadas en programas operativos para la elaboración del vino.[1]